# Am Steinkamp 5a

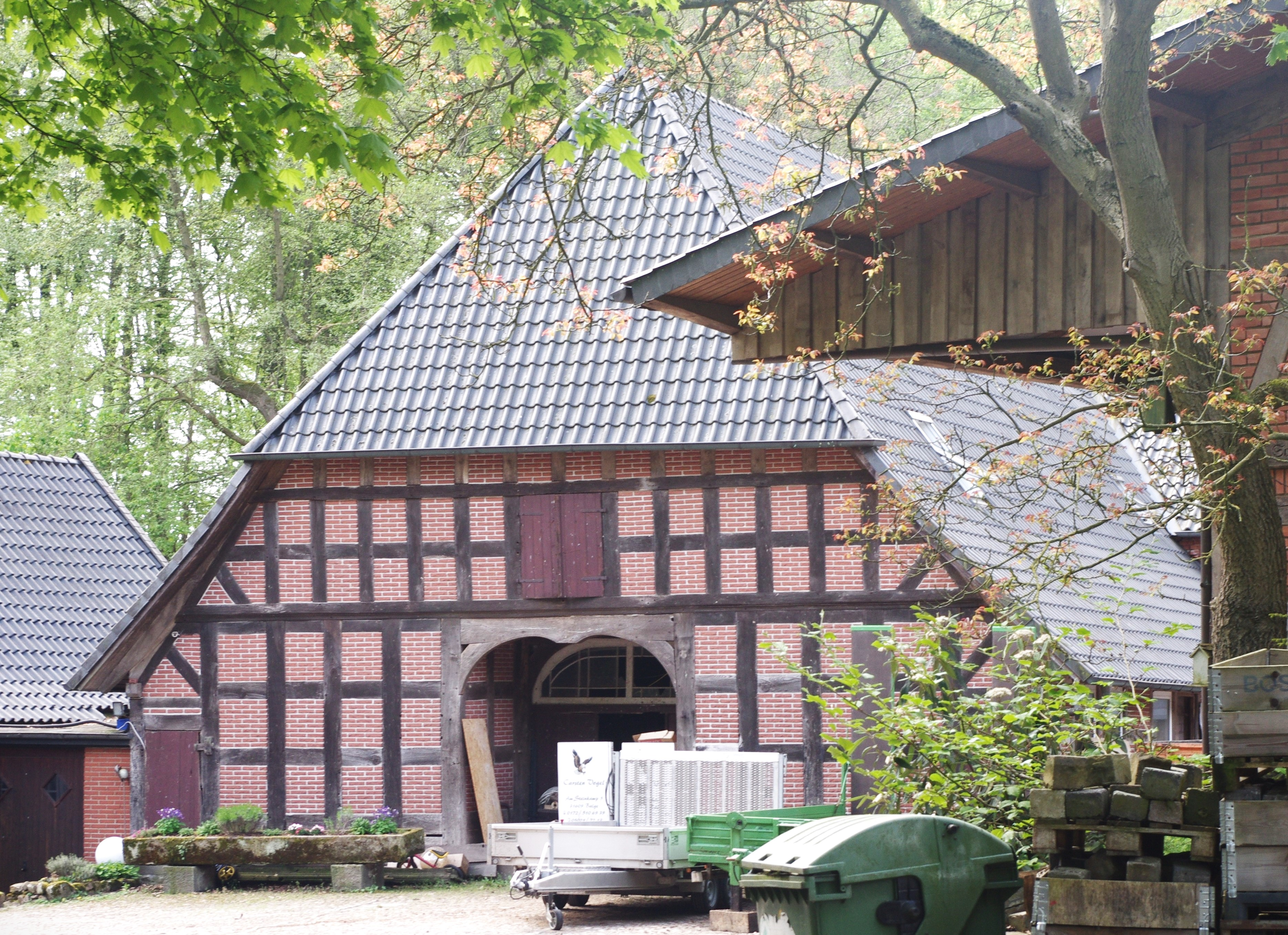
Wohnhaus

Das Wohnhaus Am Steinkamp 5a in Balge-Mehlbergen in der niedersächsischen Samtgemeinde Weser-Aue stammt vermutlich aus dem 19. Jahrhundert.
Aktuell (2023) wird es landwirtschaftlich genutzt.
Das Gebäude steht unter Denkmalschutz (siehe auch Liste der Baudenkmale in Balge).

## Beschreibung
Das eingeschossige Wohn- und Wirtschaftsgebäude ist ein Fachwerkhaus mit Steinausfachungen sowie mit Krüppelwalmdach und mit zentraler giebelseitiger Toreinfahrt. Es ist Teil einer Hofanlage.
Das Landesdenkmalamt befand: „… geschichtliche Bedeutung … durch beispielhafte Ausprägung eines niederdeutschen Hallenhauses … .“